# Bank of Cyprus
Bank of Cyprus (Grieks:Τράπεζα Κύπρου) is de grootste Cypriotische bank en tweede onderneming van het land.
De bank werd in 1899 opgericht als "Nicosia Depository" of "Nicosia Spaarbank".